# Orca falsa
L'orca falsa o falsa orca (Pseudorca crassidens) és un cetaci, un dels membres més grossos de la família dels dofins oceànics (Delphinidae). Viu en aigües temperades i tropicals d'arreu del món. Com ho indica el seu nom, l'orca falsa comparteix característiques amb l'orca, més coneguda. Les dues espècies s'assemblen en certa manera i, com l'orca, l'orca falsa ataca i mata altres cetacis. Tanmateix, les dues espècies no estan estretament relacionades. La falsa orca no ha estat estudiada de manera exhaustiva en la naturalesa pels científics. Moltes de les dades sobre aquesta espècie s'han obtingut mitjançant l'examen dels animals varats.

## Descripció i comportament
Aquest delfínid té un cos prim amb una aleta dorsal que pot mesurar prop de 30 cm d'alçada. Un tret distintiu d'aquesta espècie són les característiques corba i embalum (normalment anomenat el "colze") a mig camí al llarg de cadascuna de les aletes.
La falsa orca té un color uniforme (gris fosc a negre). Creix fins a uns 6 metres de llarg, pot pesar 1.500 kg i pot viure vora 60 anys. És un animal sociable, que viu en grups de 10 a 50 individus.

## Població i distribució

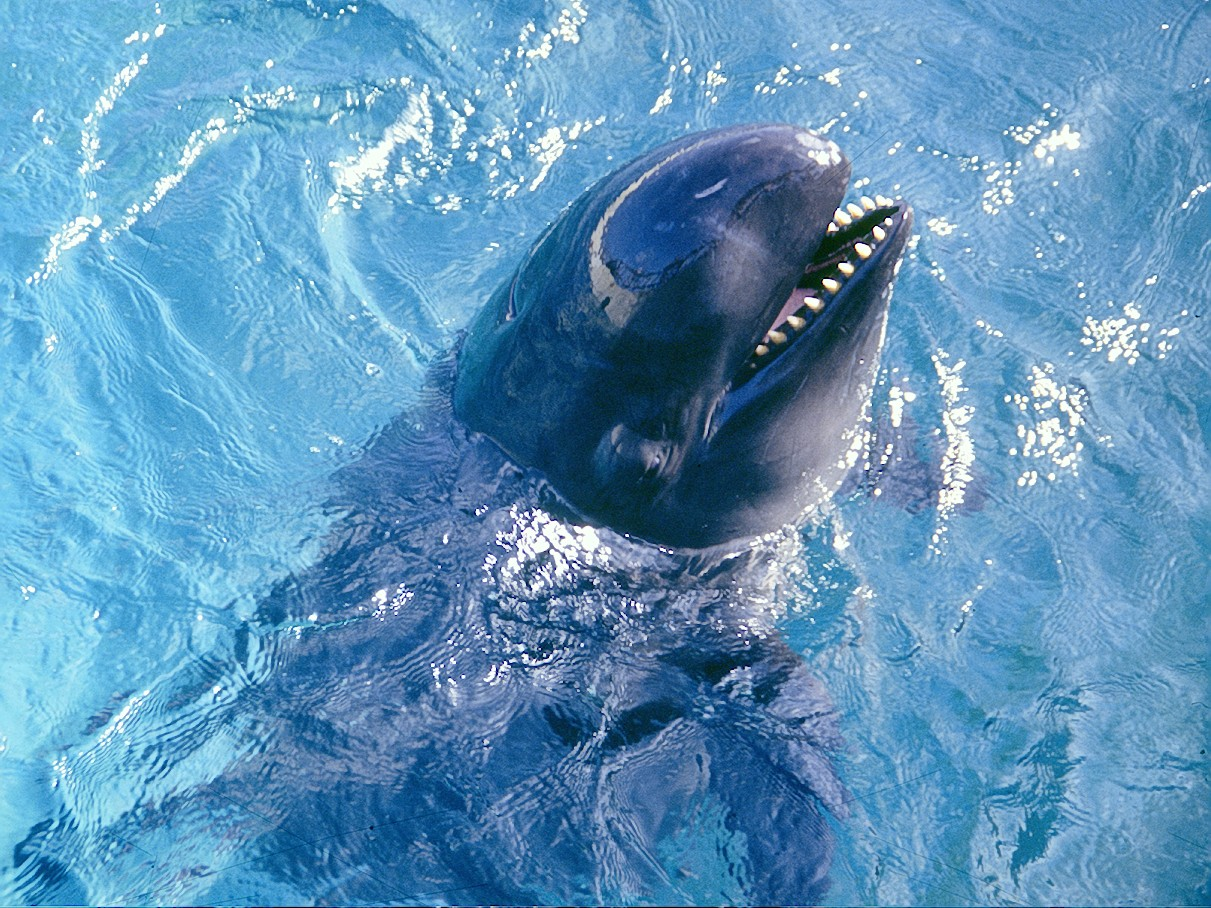
Orca falsa

La població total és desconeguda. En el Pacífic oriental s'estima que hi ha si fa no fa 40.000 individus. Habita en les aigües tropicals i temperades dels grans oceans del món, amb més freqüència en aigües relativament profundes en mar obert. Generalment no es troben en latituds superiors a 50° en cap dels dos hemisferis.